# Чан Хьеу Нган
Чан Хьеу Нган (вьет. Trần Hiếu Ngân, 26 июня 1974, Туихоа, Южный Вьетнам) — вьетнамская тхэквондистка. Серебряный призёр летних Олимпийских игр 2000 года, чемпионка Азии 1998 года, серебряный призёр чемпионата Азии 1996 года, бронзовый призёр летних Азиатских игр 1998 года. Первый в истории Вьетнама призёр Олимпийских игр.

## Биография
Чан Хьеу Нган родилась 26 июня 1974 года в городе Туихоа в Южном Вьетнаме (сейчас во Вьетнаме).
В 1996 году завоевала серебряную медаль чемпионата Азии по тхэквондо в Мельбурне. В 1998 году выиграла чемпионат Азии в Хошимине. На обоих турнирах выступала в весовой категории до 55 кг.
В том же году завоевала бронзовую медаль турнира по тхэквондо на летних Азиатских играх в Бангкоке в весовой категории до 51 кг.
В 2000 году вошла в состав сборной Вьетнама на летних Олимпийских играх в Сиднее. Выступала в весовой категории до 57 кг и завоевала серебряную медаль. В 1/8 финала победила Шерил-Энн Санкар из Тринидада и Тобаго — 2:0, в 1/4 финала Ясмин Стракан с Филиппин — 8:3, в 1/2 финала Виргинию Лоуренс из Нидерландов — 9:6, в финале уступила Чон Джэ Ын из Южной Кореи — 0:2. Медаль, завоёванная Чан, стала первой олимпийской наградой в истории Вьетнама.